# Wernerrapporten
Wernerrapporten, även känd som Wernerplanen, var en rapport som presenterades av Luxemburgs premiärminister Pierre Werner den 8 oktober 1970 och som innehöll en plan för hur en ekonomisk och monetär union skulle kunna skapas inom Europeiska ekonomiska gemenskapen. Europeiska rådet hade vid sitt sammanträde i Haag, Nederländerna, den 1–2 december 1969 beslutat att tillsätta en grupp med Werner som ordförande för att utarbeta rapporten.
Rapporten föreslog en gradvis utformning av en ekonomisk och monetär union genom tre etapper. Planen innefattade bland annat institutionella reformer och inrättandet av en gemensam valuta. Däremot återfanns inget förslag om en gemensam centralbank. De långtgående förslagen i Wernerrapporten förverkligades emellertid aldrig på grund av motstånd från USA, som lyckades övertyga Frankrikes regering vid ett sammanträde på Azorerna i slutet av 1971 att inte stödja förslagen. Rapporten låg däremot till grund för valutaormen som inrättades 1971 och som innebar att de nationella valutorna inom Europeiska ekonomiska gemenskapen knöts till varandra. Idén om en ekonomisk och monetär union med en gemensam valuta återupplivades i april 1989 genom Delorsrapporten.